# عبد الوهاب الختلان
عبد الوهاب الختلان، لاعب كرة قدم كويتي.
يلعب مع نادي الشباب الكويتي، وتحصل على بطاقة حمراء في مباراة فريقه أمام نادي النصر الكويتي في 14 أكتوبر 2008 في الدوري الكويتي 2008/2009.
في يوم 2 ديسمبر 2008 أختاره مدرب منتخب الكويت لكرة القدم محمد إبراهيم ضمن التشكيلة الأولية للمنتخب المشارك في كأس الخليج 2009.